# Snakebite (beguda)
Snakebite és una beguda alcohòlica en forma de combinat de parts iguals de cervesa lager i sidra, que a partir del 1980 es va anar popularitzant. La presentació final més típica és en un vas de pinta.
Al Regne Unit la beguda Snakebite se serveix amb un toc de grosella negra o esquaix, al que es refereix com a Snakebite and black. També pot utilitzar-se cervesa stout en comptes de lager als Estats Units.
Snakebite and black es coneix també amb el nom de diesel. Una variant més forta s'aconsegueix afegint-hi un xarrup de vodka, i llavors passa a anomenar-se turbo diesel. Altres variants inclouen també utilitzar cervesa Guinness, i aconseguir una beguda molt similar a la Black Velvet feta tradicionalment amb cervesa stout i xampany.

## Disponibilitat al Regne Unit
Servir Snakebite de diverses marques en un mateix vas no està prohibit ni és il·legal al Regne Unit, malgrat que algunes fonts hagin suggerit que fos així. Aquesta situació ha fet que apareguessin reserves a presentar aquesta beguda i que només se servís a petició del bevedor. Aquestes reserves s'expliquen pels efectes que pot tenir aquesta beguda alcohòlica en bevedors poc responsables, malgrat que és una situació menys freqüent a mesura que augmenta la popularitat d'aquesta beguda.
L'any 2001, al llavors president nord-americà Bill Clinton se li va refusar servir-li Snakebite quan en va demanar de visita a la taverna Old Bell Tavern a Harrogate (North Yorkshire). El gerent del pub, Jamie Allen, afirmà que: "És il·legal servir això aquí al Regne Unit" (It's illegal to serve it here in the UK, you see). Allen explicà a Clinton que si li servia Snakebite podia perdre la llicència, i Clinton respongué que allò era vergonyós. Finalment Clinton acabà demanant una cola light. Clinton estava de visita a una conferència de negocis i havia anat a aquell pub amb els seus col·laboradors amb qui hi havia quedat per dinar. Aquest fet originà que el rumor de la il·legalitat i prohibició de la Snakebite recobrés forces, malgrat que no hi ha cap raó legal per creure que sigui cert.
La mala reputació però de la beguda no evità que l'any 2013 dues companyies escoceses com la sidreria Thistly Cross de East Lothian i la cervesera Tempest Brewery Company de Scottish Borders es proposessin comercialitzar-la, amb la típica recepta de cervesa, sidra, i grosella negra que la mateixa Thistly Cross mateix cultivava, obtenint una beguda alcohòlica de 5,5% ABV. Finalment presentaren públicament la comercialització de la beguda el 21 de març d'aquell mateix any al pub Brauhaus d'Edimburg, tot i que ja s'havia pogut fer un tast al festival Craft Beer Rising de Londres el 22 de febrer.

## Receptes
La recepta bàsica és barrejar a parts iguals en un vas de pinta sidra i cervesa, però al llarg del temps s'hi han anat afegint diversos ingredients i variants. La més popular però és amb un toc de xarop de grosella.

### Ingredients bàsics
- Mitja pinta de cervesa lager
- Mitja pinta de sidra

Procediment: Abocar lentament en un vas de pinta en un angle de 45° la cervesa lager. Esperar que s'assenti la cervesa en el vas de pinta. Abocar la sidra directament sobre la cervesa.

### Variants

#### Turbo diesel
Ingredients:
- 0.5 parts de cervesa lager
- 1oz (o un vaset xarrup) de Vodka
- 0.5 part de sidra

#### Irish Snakebite
Cervesa negra irlandesa i sidra a parts iguals, deixant un espai de 1/3 parts del vas final. Afegir-hi el xarop de grosella negra i servir-ho tot mesclat. Al xarop de grosella negra se li pot afegir un toc de vodka i una mica de sucre.
A Irlanda també es pot trobar la variant de Snakebite amb cervesa Guinness i sidra Magners. En la preparació s'utilitza una cullereta especial anomenada "tortuga" la qual permet deixar en suspensió la cervesa negra per sobre de la sidra. Aquesta variant s'aconsegueix abocant primer la sidra dins del vas de pinta i després amb l'ajuda de la cullereta fer que la cervesa negra caigui més lentament damunt de la sidra i no s'hi mescli, donant l'aspecte semblant al còctel Black Velvet (que es fa amb xampany i Guinness).